# 宇宙探索编辑部
《宇宙探索编辑部》是由孔大山执导，郭帆、王红卫监制的2021年中国大陆科幻喜剧电影。影片由杨皓宇和艾丽娅领衔主演。2021年10月17日在平遥国际电影展首次放映，之后也参加了北京国际电影节、香港国际电影节等活动并夺得多项大奖，并入围鹿特丹国际电影节。影片定档2023年4月1日在中國上映。電影口碑獲得普遍好評。

## 简介
本片采用伪纪录片的形式讲述了一个痴迷地外文明的人到中年的科幻杂志主编唐志军（杨皓宇饰演），在偶然间发现疑似外星文明的信号后，和他的朋友一同前往农村和大山深处寻找外星人的故事。

## 演員
| 演員   | 角色     | 備註 |
| 楊皓宇 | 唐志軍   | 《宇宙探索》雜誌社編輯部的主編，在雜誌社工作三十多年，執迷於尋找外星人。被秦彩蓉形容為一個「民科」。妻子離異，女兒因抑鬱症自殺亡。 |
| 艾麗婭 | 秦彩蓉   | 「慧眼眼鏡店」的老闆娘，同時是《宇宙探索》雜誌社編輯部的財務。                                                                     |
| 蔣奇明 | 那日蘇   | 氣象站的工作人員，外星文明的愛好者；口吃、愛飲酒。                                                                                 |
| 盛晨晨 | 曉曉     | 22歲，《宇宙探索》雜誌的忠實讀者。科幻迷及外星文明愛好者，父母離異。                                                               |
| 王一通 | 孫一通   | 住在鳥燒窩村的農村少年，行為怪異，整天戴着鐵鍋、喜歡作奇怪的詩；最後在山洞裡被一群麻雀帶走。                                       |
| 鮮志彬 | 隕石獵人 | 一位戴著小紅帽、開著兒童飛碟車的大叔，自稱隕石獵人，是唐志軍的「同道中人」。                                                       |

## 奬項
| 年份 | 颁奖典礼                                | 奖项                                        | 入圍者             | 结果 |
| ---- | --------------------------------------- | ------------------------------------------- | ------------------ | ---- |
| 2021 | 第5届平遥国际电影展                     | 费穆荣誉·最佳影片                           | 《宇宙探索編輯部》 | 獲獎 |
| 2021 | 第5届平遥国际电影展                     | 青年评审荣誉·最佳影片                       | 《宇宙探索編輯部》 | 獲獎 |
| 2021 | 第5届平遥国际电影展                     | 迷影选择荣誉·最佳影片                       | 《宇宙探索編輯部》 | 獲獎 |
| 2021 | 第5届平遥国际电影展                     | 观众票选荣誉·【藏龙】最受欢迎影片           | 《宇宙探索編輯部》 | 獲獎 |
| 2022 | 第46届香港国际电影节                    | 火鸟大奖-新秀电影竞赛（华语）单元           | 《宇宙探索编辑部》 | 提名 |
| 2022 | 第46届香港国际电影节                    | 火鸟大奖-新秀电影竞赛（华语）单元最佳女演员 | 艾丽娅             | 獲獎 |
| 2022 | 第13届（2021年度）青年电影手册年度盛典  | 华语十佳影片                                | 《宇宙探索编辑部》 | 獲獎 |
| 2022 | 第13届（2021年度）青年电影手册年度盛典  | 年度导演                                    | 孔大山             | 獲獎 |
| 2022 | 第13届（2021年度）青年电影手册年度盛典  | 年度编剧                                    | 孔大山、王一通     | 獲獎 |
| 2022 | 第13届（2021年度）青年电影手册年度盛典  | 年度男演员                                  | 杨皓宇             | 獲獎 |
| 2022 | 第12届北京国际电影节·“注目未来”单元     | 最受注目影片                                | 《宇宙探索编辑部》 | 獲獎 |
| 2022 | 第12届北京国际电影节·“注目未来”单元     | 最受注目男演员                              | 杨皓宇             | 獲獎 |
| 2023 | 第13届北京国际电影节·第30届大学生电影节 | 最受大学生欢迎年度处女作                    | 《宇宙探索编辑部》 | 獲獎 |
| 2023 | 第13届北京国际电影节·第30届大学生电影节 | 最受大学生欢迎年度编剧                      | 孔大山、王一通     | 獲獎 |
| 2023 | 第36屆中國電影金雞獎                    | 最佳中小成本故事片                          | 《宇宙探索編輯部》 | 提名 |
| 2023 | 第36屆中國電影金雞獎                    | 最佳导演处女作                              | 孔大山             | 提名 |
| 2023 | 第36屆中國電影金雞獎                    | 最佳编剧                                    | 孔大山、王一通     | 獲獎 |
| 2023 | 第36屆中國電影金雞獎                    | 最佳男主角                                  | 楊皓宇             | 提名 |
| 2024 | 中国电影导演协会2020年至2023年度表彰    | 年度影片（2023年度）                        | 《宇宙探索编辑部》 | 提名 |
| 2024 | 中国电影导演协会2020年至2023年度表彰    | 年度导演（2023年度）                        | 孔大山             | 提名 |
| 2024 | 中国电影导演协会2020年至2023年度表彰    | 年度青年导演（2023年度）                    | 孔大山             | 獲獎 |
| 2024 | 中国电影导演协会2020年至2023年度表彰    | 年度编剧（2023年度）                        | 孔大山、王一通     | 提名 |
| 2024 | 中国电影导演协会2020年至2023年度表彰    | 年度男演员（2023年度）                      | 杨皓宇             | 獲獎 |
| 2024 | 中国电影导演协会2020年至2023年度表彰    | 年度女演员（2023年度）                      | 艾丽娅             | 提名 |
| 2024 | 第15届（2023年度）青年电影手册年度盛典  | 年度杰出表演                                | 艾丽娅             | 獲獎 |
| 2024 | 2024中澳国际电影节                      | 最佳影片                                    | 《宇宙探索编辑部》 | 獲獎 |
| 2024 | 2024中澳国际电影节                      | 最佳男主角                                  | 杨皓宇             | 獲獎 |